# Шлейермахер, Фридрих
Фри́дрих Даниэ́ль Эрнст Шле́йермахер (нем. Friedrich Daniel Ernst Schleiermacher; 21 ноября 1768, Бреслау, Пруссия — 12 февраля 1834, Берлин, Пруссия) — немецкий философ, теолог и проповедник. Основатель либеральной протестантской теологии.

## Биография
Сын реформатского пастора Готлиба Шлейермахера (1727—1794) и его жены Марии Катарины Шлейермахер (урождённой Штубенраух; 1736—1783), дочери придворного проповедника Тимофея Кристиана Штубенрауха (1693—1750). Воспитывался в братской общине гернгутеров (в Ниски и Барби), религиозный дух которой произвел на юного Шлейермахера глубокое и неизгладимое впечатление. Но наряду с религиозностью эта же община своей полной отчужденностью от науки и жизненных интересов породила в Шлейермахере никогда не угасавший протест против узкой и нетерпимой ортодоксии.
19-ти лет покинул Шлейермахер ставшую для него духовной тюрьмой семинарию и, напутствуемый укорами отца, направился в университет в Галле. Здесь Шлейермахер с напряженным рвением отдался изучению философии под руководством вольфианца Эбергарда. Происходившая в то время борьба между критицизмом Канта и Лейбницевской философией повергла и его в конфликт старых философских взглядов и новых веяний. Из этого конфликта он вышел, не подчиняясь в полной мере ни тому, ни другому влиянию. Кант привлекал его критической трезвостью своей теории познания, но его метод обоснования метафизических идей на почве морали Шлейермахер решительно отвергает уже в своем первом юношеском произведении Ueber das höchste Gut.
Выдержав по настоянию отца и дяди теологический экзамен, Шлейермахер некоторое время был домашним учителем и воспитателем в семействе графа Дона в Шлобиттене. Здесь же он начал свою проповедническую деятельность. Затем Шлейермахер занимал должность церковного проповедника, сначала в Ландсберге, а затем в Берлине. Проповедничество было призванием Шлейермахера, одаренного от природы ораторским талантом. Деятельность эта не стояла в противоречии и с его отрицанием церковной догматики. Его проповеди состояли главным образом в моральном и психологическом истолковании религиозных идей. С этим содержанием вполне гармонировало его собственное благочестивое настроение.
Шлейермахер был глубоко религиозной натурой. «С тех пор, как я мыслю и существую, — писал он про самого себя, — религия была коренной основой моего бытия; ей питался я в юности, она сохранилась во мне даже тогда, когда перед скептическим взором исчезли Бог и бессмертие души». В примирении этой религиозности с разрушительным для религиозной догмы критицизмом и заключалась его жизненная задача. Задача эта могла быть разрешена только одним способом: сведением религии к совершенно самостоятельной по отношению к разуму психологической основе. Такой основой было для Шлейермахера чувство и настроение.
Кроме проповедничества, Шлейермахер выступал также в качестве профессора теологии, сначала в Галле, а впоследствии — в Берлине. Шлейермахер был не только теоретиком. В тяжелые для Германии 1807 и 1808 годы французского владычества, он вместе с Фихте и другими деятелями национального возрождения своими речами возбуждал мужество и энергию сограждан.
Под его председательством рассматривался в 1817 г вопрос об унии протестантских вероисповеданий (лютеранского и реформатского). Шлейермахер горячо стоял за унию, как свободное соединение и взаимное признание различных проявлений одного и того же религиозного чувства. Но он отказался связать своё имя с установлением этой унии, когда она получила вид насильственного мероприятия. Этот отказ в связи со свободомыслием Шлейермахера в области политических и религиозных вопросов обусловил весьма натянутые отношения его к германскому правительству. Отличаясь искренним нравственным чувством и пониманием человеческой натуры, Шлейермахер оказывал в высшей степени гуманизирующее влияние на всех знавших его современников. «Ты для меня по отношению к человечности то же, что были Гёте и Фихте в поэзии и философии», — писал ему Ф. Шлегель в период их дружбы.

## Воззрения
Философия Шлейермахера носит характер эклектизма: в области гносеологии он примыкал к Канту, симпатизируя вместе с тем рационализму Спинозы, далеко не благосклонный ко всякого рода вторжениям метафизики в область религии и в то же время вступающий в союз с романтической мистикой, Шлейермахер обладал несомненной способностью сочетать несоединимое.
Общефилософские воззрения Шлейермахера изложены в его «Диалектике», появившейся в печати только после его смерти. Под диалектикой он разумеет искусство философского обоснования. Возможность философского познания обуславливается полным соответствием мышления и бытия. Логической связи понятий соответствует причинная связь внешней действительности. Как родовые понятия служат логическим основанием для видовых, так точно высшие роды бытия реально обуславливают существование низших. Познание возникает из взаимодействия двух факторов: органической или чувственной и интеллектуальной функций. Органическая дает материал, интеллектуальная — форму. Первая обуславливает хаотическое многообразие восприятий, вторая вносит систему, определенность и единство. В преобладании той или другой из этих функций постоянно колеблется человеческое мышление, переходя от чистого восприятия к абстрактным понятиям. Восходя от конкретных представлений чувственности все к более и более общим понятиям, мышление, наконец, приходит к идее абсолютного единства бытия. Эта идея уже не представляет собой понятия, так как она не выражает ничего определенного. Она относится к неопределенному субъекту бесконечного множества суждений. Точно так же, спускаясь к области чувственных восприятий, мышление приходит к возможности бесконечного множества суждений, выражающих отдельные факты всего разнообразного опыта. Таким образом область определенных понятий имеет две противоположные границы. Эти границы совпадают с переходом мышления, с одной стороны, в чисто чувственную, с другой — в чисто интеллектуальную функцию. Важную роль в учении Шлейермахера занимает учение о естественном откровении, общее для немецкой религиозно-философской и теологической мысли конца XVIII - середины XIX в, которое для этого философа и состоит в чувстве абсолютной зависимости.
Двум факторам мышления соответствуют два рода бытия: реальное и идеальное. Самосознание доказывает внутреннее тождество бытия и мышления реального и идеального. В основании всего бытия лежит абсолютное мировое единство или Бог. Это единство неизбежно предполагается нашим мышлением, но никогда не может быть осуществлено в мысли. Лишенное такого единства, наше познание является всегда относительным. Метафизические и религиозные понятия о Боге, по мнению Ш., нисколько не выражают Его сущности. Приписываемые обыкновенно Богу различные качества или свойства противоречат Его единству. Эти качества представляют не что иное, как отражение Божественной природы в религиозном сознании человека. Точно так же понятие личности не может быть связываемо с идеей Бога, так как личность предполагает всегда нечто конечное и ограниченное. Вообще, всякая попытка мыслить Бога в определенных понятиях или представлениях неизбежно приводит к мифологии. Бог и мир находятся в неразрывной связи. Все зависит от Бога, но эта зависимость не выражается в отдельных актах или чудесах, а в общей связи природы.
По мнению С. Франка, происхождение гегелевского понятия объективный дух (право, мораль, нравственность) во многом фундировано воззрениями Шлейермахера.

### Философия религии

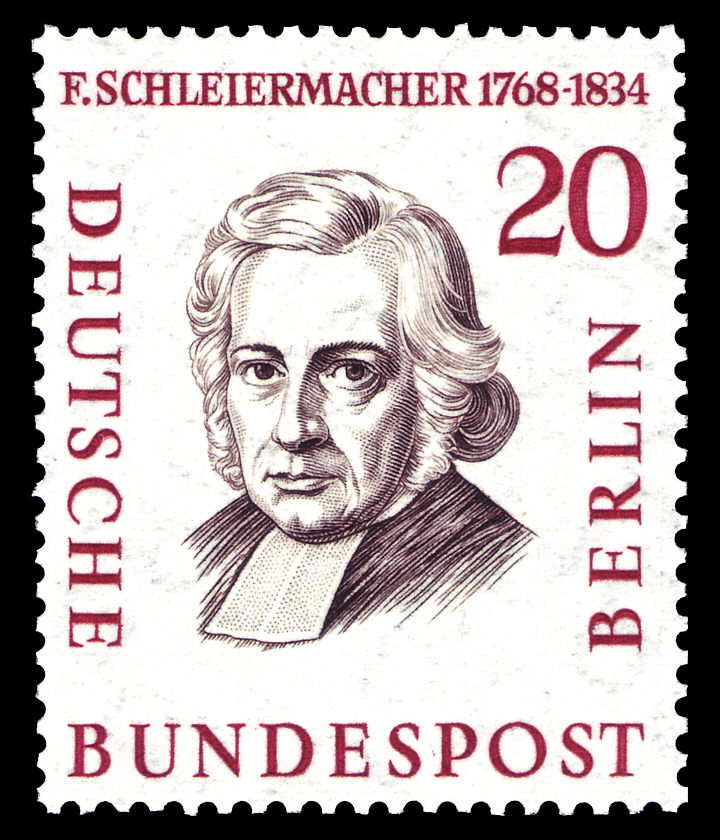

Философия религии в мировоззрении Шлейермахера имеет первенствующее значение. Первым сочинением, посвященным исследованию религии, были «Речи о религии к образованным людям, её презирающим» (1799). Задачей этого сочинения было показать, что религии принадлежит в душе человеческой совершенно самостоятельная область, в которой она царствует неограниченно: «Истинная религия — это чувство и вкус бесконечности». Отрицание религии основано на смешении её с метафизикой и моралью. Сущность метафизики, вообще познания, есть мышление. Сущность морали — деятельность. Своеобразная природа религии состоит в созерцании и чувстве. Религиозность состоит в чисто пассивном сознании воздействия на нас мирового целого или Бога. Как только мы начнем истолковывать это сознаваемое нами воздействие и относить его к конечным вещам, к камню, солнцу, звездам, к тем или иным метафизическим понятиям, мы порываем с истинной сущностью религии и переходим в совершенно чуждую ей область фантазии или отвлеченного мышления. Созерцание мирового целого обуславливает возникновение чувства. В этой связи созерцания и чувства и состоит религиозность. Зависимость от мирового целого воспринимается и сознается каждым особым образом. Соответственно этому те понятия и представления, в которых выражается религиозное чувство, оказываются различными. От этого происходит множественность религий и исповеданий. Но так как сущность религии состоит в самом сознании зависимости и связанном с ним чувстве, то религия по самому своему существу отличается полным единством и терпимостью. Нетерпимость возникает от вмешательства в религию метафизических идей, которые ошибочно принимаются за сущность религии и дают повод к несогласиям и разделениям. Вообще понятия и представления составляют вторичное и производное содержание религии. Они служат лишь символами религиозного чувства. Точно так же и мораль стремится установить различие и определенность в отношениях индивидуума к миру. В противоположность этому религия видит во всем одно и то же, во всех людях деятельность одного и того же Бога. Но хотя наука и мораль по существу различны от религиозности, все они должны сопровождать друг друга. Ибо знание мира и правильное воздействие на него возможно лишь постольку, поскольку в человеке непосредственно переживается присутствие Бога во всем. Но в этом только переживании, а не в тех понятиях, которые по поводу него возникают, и состоит истинное религиозное благочестие. Этому благочестию, по мнению Шлейермахера, противоречит обыкновенно присущая религиям вера в личное бессмертие. Благочестие должно, напротив, стремиться к тому, чтобы расширить индивидуальность личности и как бы растворить её в бесконечном. «Среди конечного составлять одно с бесконечным, быть вечным в каждом мгновении» — вот в чём, по мнению Шлейермахера, истинное бессмертие. Понимая религию как внутреннюю интимную жизнь духа, Шлейермахер вполне отрицательно относится ко всем внешним религиозным установлениям. С особенным энтузиазмом защищает он полную свободу религиозной жизни от вмешательства со стороны государства. Установленное в «Речах о религии» резкое разделение области религии и морали было впоследствии смягчено. Уже в изданном в 1801 году сборнике проповедей Шлейермахер утверждает неразрывную связь между религиозностью и нравственным самоопределением и признает духовные достоинства, не связанные с моральной деятельностью, не имеющими никакой цены.
«Речи о религии» приняты были современным Шлейермахеру обществом с самым живым интересом, но далеко не с одинаковым сочувствием. Представители философии отнеслись к ним скорее враждебно. Фихте увидел в них лишь запутанный спинозизм. Ещё более отталкивающее впечатление произвели они на Шеллинга, в то время резко порицавшего все туманное и мистическое; лишь впоследствии признал он за ними выдающееся значение. Неблагосклонный прием встретило произведение и со стороны великих поэтов Шиллера и Гёте. Наиболее сочувственно отнесся к «Речам» кружок романтиков. Близость Ш. к романтизму обуславливалась как его личными отношениями с романтиками, так и некоторым внутренним родством его с этим направлением. То чувство мирового единства и его влияния на мир, тот «вкус к бесконечному» (Geschmack für das Unendliche), которое у Шлейермахера играют такую важную роль, по существу ничем не отличаются от мистических созерцаний и стремлений романтиков. Внутренняя душевная жизнь с её смутными веяниями для Шлейермахера так же, как и для романтиков, была самой главной и ценной областью. В этом отношении наиболее близок к нему был Новалис, в котором романтизм чувства проявился с наибольшей глубиной и силой.
Связь Шлейермахера с романтической школой получила также своё выражение в его «Интимных письмах» о «Люцинде» Ф. Шлегеля. Эти «письма» ярко характеризуют нравственный облик философа. Выступив защитником встреченного всеобщим негодованием романа своего друга и оправдывая в должности церковного проповедника романтический панегирик свободной любви, Шлейермахер не только проявил дружескую верность и своего рода мужество, но также и чрезвычайный моральный такт. Беспорядочным и лишь слегка возвышающимся над обыкновенной фривольностью мыслям Шлегеля он сумел здесь придать наиболее возвышенный смысл и весьма тонкое психологическое истолкование. Однако родство Шлейермахера с романтизмом имело все-таки вполне определенные границы. Шлейермахер был романтиком лишь в той мере, в какой признавал чувство важнейшей областью души, но романтизм идей и представлений был для него чужд.
Российский философ-германист М. А. Пылаев отмечает, что философия Шлейермахера имеет черты трансцендентальной философии.

### Либеральная теология
Богословское сочинение «Христианская вера» («Der Christliche Glaube», 1822) представляет переработку читанного Шлейермахером в берлинском университете курса теологии. Здесь в основе религиозности лежит чувство абсолютной зависимости. Это чувство и является стимулом богопознания. Богословские концепции и даже догматы не принадлежат к подлинной сущности религии, но представляют продукт рефлексии над религиозным чувством. Это чувство и является в конце концов последней инстанцией при обсуждении догматической стороны религии. Таким образом, лишь те догматы получают теологическое оправдание, которые могут быть сведены на религиозное чувство и являются его необходимыми выражениями. В христианстве он видит совершеннейшую религию, имеющую своё историческое обоснование в совершенной и безгрешной личности Христа. Психологическую основу христианства представляет сознание искупления и убеждение в том, что это искупление совершено Христом. Под искуплением он понимает такое воздействие на людей, благодаря которому чувство абсолютной зависимости, обыкновенно подавленное, возникает с большей легкостью и силой.

### Этические воззрения
Этические воззрения Шлейермахера составляют главное содержание большинства его сочинений. Этические концепции в духе романтизма изложены в «Монологах». Основными принципами являются здесь индивидуальность и духовная свобода. Каждое отдельное лицо имеет особую этическую ценность, как выражение человеческой природы совершенно определенным и самобытным способом. Вообще, право на своеобразность есть священнейшее право человека во всех областях личной и общественной жизни. Здесь же Ш. отстаивает, как высшую задачу человечества, внутреннее образование духовной жизни. С негодованием клеймит он внешнюю благоустроенность и богатство культуры, основанные на бездушном автоматизме и связанные с духовной нищетой и рабством. «Что могло бы меня спасти, — восклицает он, — если бы не было тебя, божественная фантазия, и если бы ты не давала мне верного предчувствия лучшего будущего». В этом идейном творчестве будущего отмечает Ш. этическое значение фантазии. В последнем монологе мыслитель высказывает прекрасные мысли о вечной юности. Юность есть состояние духа, не зависящее от тела. Она вечна и неувядаема, поскольку неустанно стремление духа к познанию и обладанию. Как систематическое изложение этики, наибольшее значение имеет «Философское учение о нравственности» (посмертное издание по оставшимся манускриптам). В основании этики Ш. лежит та мысль, что между законами природы и нравственным долженствованием нет никакого противоположения. Поступки с такой же необходимостью вытекают из человеческой природы и взаимодействия её с миром, как и все другие явления природы из её действующих сил. Но как в том, так и в другом случае процесс развития является в известном смысле свободным, поскольку он обусловливается той или иной индивидуальностью. Как в нравственности происходит уклонение от законов должного, так точно и в природе нормальный закон развития претерпевает изменение в уродствах, болезнях и т. п. Нравственность распадается на три основных принципа: благо, добродетель и долг. Благо есть взаимопроникновение природы и разума. Оно осуществляется воздействием человеческого разума на своё собственное тело и внешний мир. В этом воздействии Ш. различает 1) организующую, или созидающую, и 2) символизирующую деятельность. В первой человек вносит разумность во внешнюю природу и становится её господином. Сюда относятся такие деятельности, как гимнастика, техника, агрокультура и т. п. Вторая служит для внешнего выражения внутренней духовной жизни. С этим подразделением перекрещивается различие деятельностей в отношении общности (одинаковости) и индивидуальности человеческих проявлений. Таким образом получается четыре вида нравственной деятельности: сношение, собственность, мышление и чувство. В сношениях людей между собой (разделение труда, обмен продуктов) проявляется их организующая деятельность, как тождественная для всех индивидуумов. Соответственная общая символизирующая деятельность есть мышление и язык. Индивидуальная образующая деятельность ведет к установлению замкнутой области индивидуальной организации и владения, то есть собственности. Самое типичное её выражение есть дом или жилище. Чувство есть область индивидуального символизирования. Его художественным символом служит искусство. Искусство является для чувства и религии тем же, чем язык для науки. Добродетель понимается Ш. как нравственная сила, обуславливающая образование различных видов блага. По существу это та же разумность, которая в благе связана с природой, но только не вышедшая ещё из пределов человеческого существа. Если благо зависит от добродетели, то и обратно, совершенные добродетели возможны только при осуществлении высшего и целостного блага. Добродетели различаются по обоснованию их в чистой разумности или чувственности. Добродетель, как чисто разумное и идейное содержание, есть настроение; как относящееся к области чувственного и подчиненное порядку времени — сноровка. С этим перекрещивается подразделение, основанное на различии познания и представления. Соответственно этому получается четыре вида добродетели: мудрость, то есть настроение в познавании, любовь, то есть настроение в представлении, рассудительность, то есть сноровка в познавании, и стойкость, то есть сноровка в представлении. Различие долга и добродетели не установлено Ш. с достаточной ясностью. Добродетель имеет характер длительной силы, между тем долг предстоит как единичное действие, предписанное нравственным законом. Следуя своей излюбленной архитектонике по противоположностям универсального и индивидуального, Ш. подразделяет долг на обязанности права, любви, призвания и совести. Все эти области нравственности не представляют чего-либо самостоятельного, но являются различными сторонами единого высшего блага. Относя к области этики всякое символизирующее воздействие человека на внешнюю природу, Ш. понимает эстетику как этическую дисциплину. Соответственно с этим внешняя природа сама по себе исключается из области прекрасного, которое понимается исключительно антропологически, то есть как произведение искусства.

### История философии
Большое значение для философского образования в Германии имели многочисленные труды Шлейермахера по истории философии, в особенности его превосходные переводы Платона. Гораздо большее значение имеют взгляды Ш. на сущность религии. В живом чувстве и сознании Бога он действительно открыл Святая Святых истинной религиозности, ту область, по отношению к которой «нет ни эллина, ни иудея». По мнению Сергея А. Алексеева, основной ошибкой Ш. было принципиальное противоположение чувства и познания, как совершенно самостоятельных, друг с другом не связанных функций. Этот дуализм человеческой личности в сфере высших её проявлений обусловлен был слишком скорым признанием отрицательных выводов критицизма и эмпиризма, которым Ш. сдался без боя. Чтобы спасти религиозность, Ш. не оставалось ничего другого, как оградить её от познания непроницаемой стеной. Признавая необходимость символизации чувства, Ш. не сознавал того, что эта символизация — выражается ли она в представлениях или понятиях — не может быть чужда и области познания, что в силу единства человеческой личности чувство может стремиться только в тому, что для разума есть более или менее обоснованная истина. Оправдывая религию, как чувство, Шлейермахер отказался от возможности оправдать её и как миросозерцание.

### Теория перевода
В лекции «О разных методах перевода» (нем. Über die verschiedenen Methoden des Übersezens), прочитанной 24 июня 1813 года на заседании Королевской академии наук в Берлине, Шлейермахер вводит противопоставление двух типов перевода. Первый тип предполагает, что переводчик стремится максимально точно воспроизводить оригинальный текст средствами другого языка, не прибегая к упрощению, адаптации, к иным формам облегчения читательской задачи в ущерб авторскому замыслу («переводчик оставляет в покое писателя и заставляет читателя двигаться к нему навстречу»). Согласно второму типу, переводчик «оставляет в покое читателя, и тогда идти навстречу приходится писателю», то есть перевод с этой точки зрения представляет собой удобную для читателя версию текста, в которой сложные элементы, связанные с языком, на котором создан оригинал, или авторской манерой, затушёвываются и нейтрализуются. Шлейермахер подчёркивал, что эти «пути совершенно различны, следовать можно только одним из них, всячески избегая их смешения, в противном случае результат может оказаться плачевным: писатель и читатель могут вообще не встретиться». Введённая Шлейермахером дихотомия оказала существенное влияние на переводоведение, в частности на противопоставление доместицирующего и форенизирующего перевода в работах Лоуренса Венути.

## Сочинения
Сочинения Ш. изданы в 3 отделениях: I) богословие, II) проповедь, III) философия и смешанные сочинения, Берлин, 1835—64 гг. Важнейшие из них:
- «Ueber die Religion. Reden an die Gebildeten unter ihren Verächtern» (1-е изд., 1799; 2-е и 3-е изд. значительно измененные в 1806 и 1821 гг.; критическое издание P ü njer, содержащее разом все три изд., — 1879);
- «Monologen» (1800);«Vertraute Briefe über F. Schlegels Lucinde» (1880);
- «Grundlinien einer Kritik der bisherigen Sittenlehre» (1803);
- «Die Weihnachtsfeier» (1806);
- «Der Christliche Glaube» (1821—22);
- «Ueber den Unterschied zwischen Naturgesetz und Sittengesetz» (1825);
- «Entwurf eines Systems der Sittenlehre» (посмертное изд. Schweizer, 1835; переработанное изд. Kirchmann, «Philosophische Sittenlehre», 1870);
- «Dialektik» (посмертное изд. Jonas, 1839);
- «Aesthetik» (посмертное изд. Lommatsch, 1842);
- «Die Lehre vom Staat» (посмертное изд. Brandis, 1845);
- «Erziehungslehre» (посмертное изд. Platz, 1849);
- «Psychologie» (посмертное изд. George, 1864). Очень обширная литература о Шлейермахере  подробно указана в «Истории новой философии» Ибервега Гейнце (перевод Колубовского, 1899 г, стр. 380 и 381).

## Издания на русском языке
- Речи о религии к образованным людям, её презирающим. Монологи. / Пер. с нем. С. Л. Франк. Москва: «Русская мысль», 1911. — 390 с. 
  - Речи о религии к образованным людям, её презирающим. Монологи. СПб: «Алетейя», 1994. — 432 с. — ISBN 5-87983-015-2. 
  - То же. Москва - Киев: « Refl-book, ИСА», 1994. — 432 с. 
  - То же. М.: «Икс-Хистори», 2015. — 480 с.
- Герменевтика. — СПб., «Европейский дом», 2004.
- Нечаянные мысли о духе немецкого университета. С приложением об одном, недавно учрежденным. Вступительная статья и перевод с нем. яз. Антоновского А.Ю. М.: "Канон". 2018. — 207 с. ISBN 978-5-88373-521-8.